# 杜甫江阁

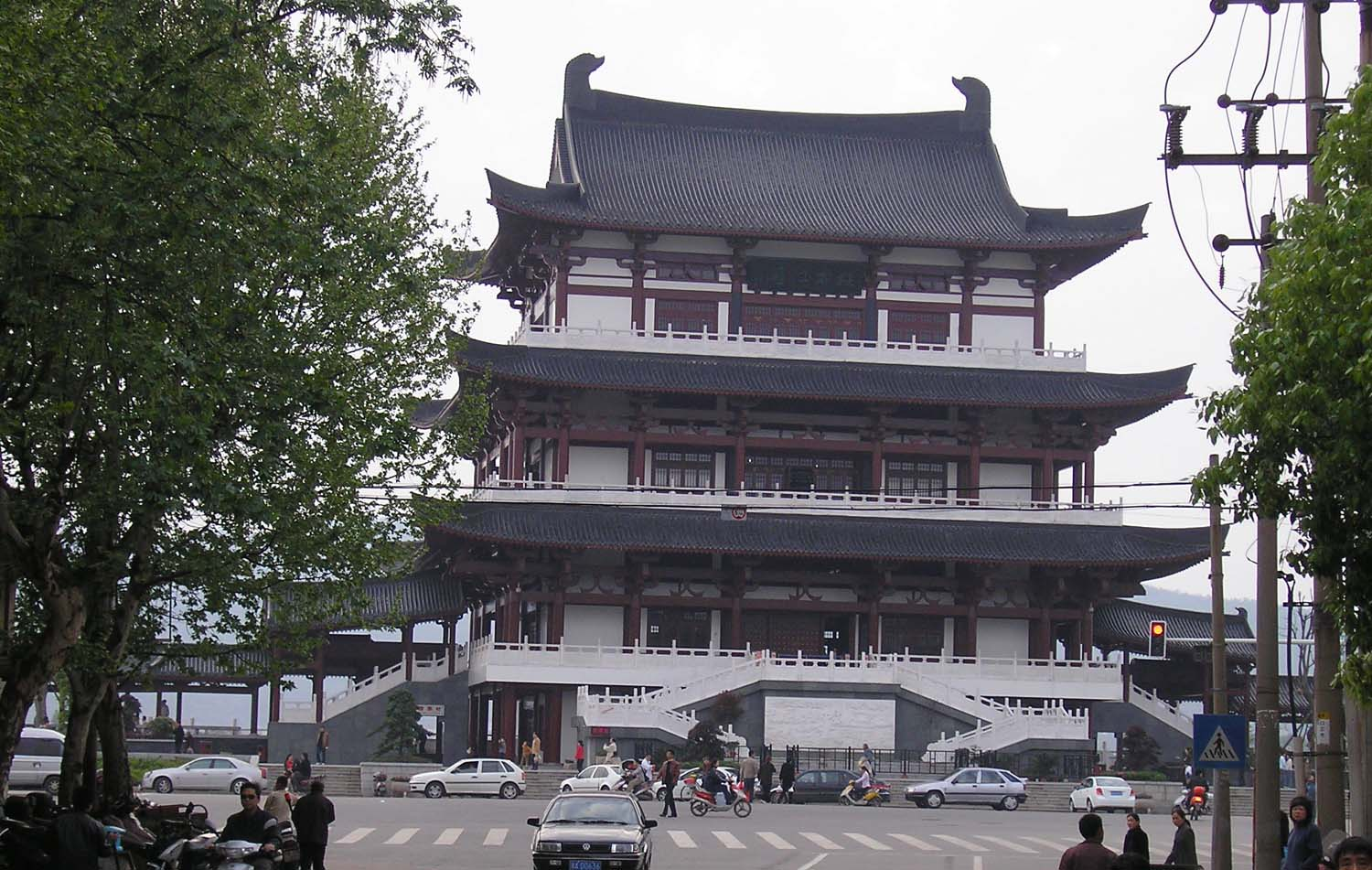
杜甫江阁主楼

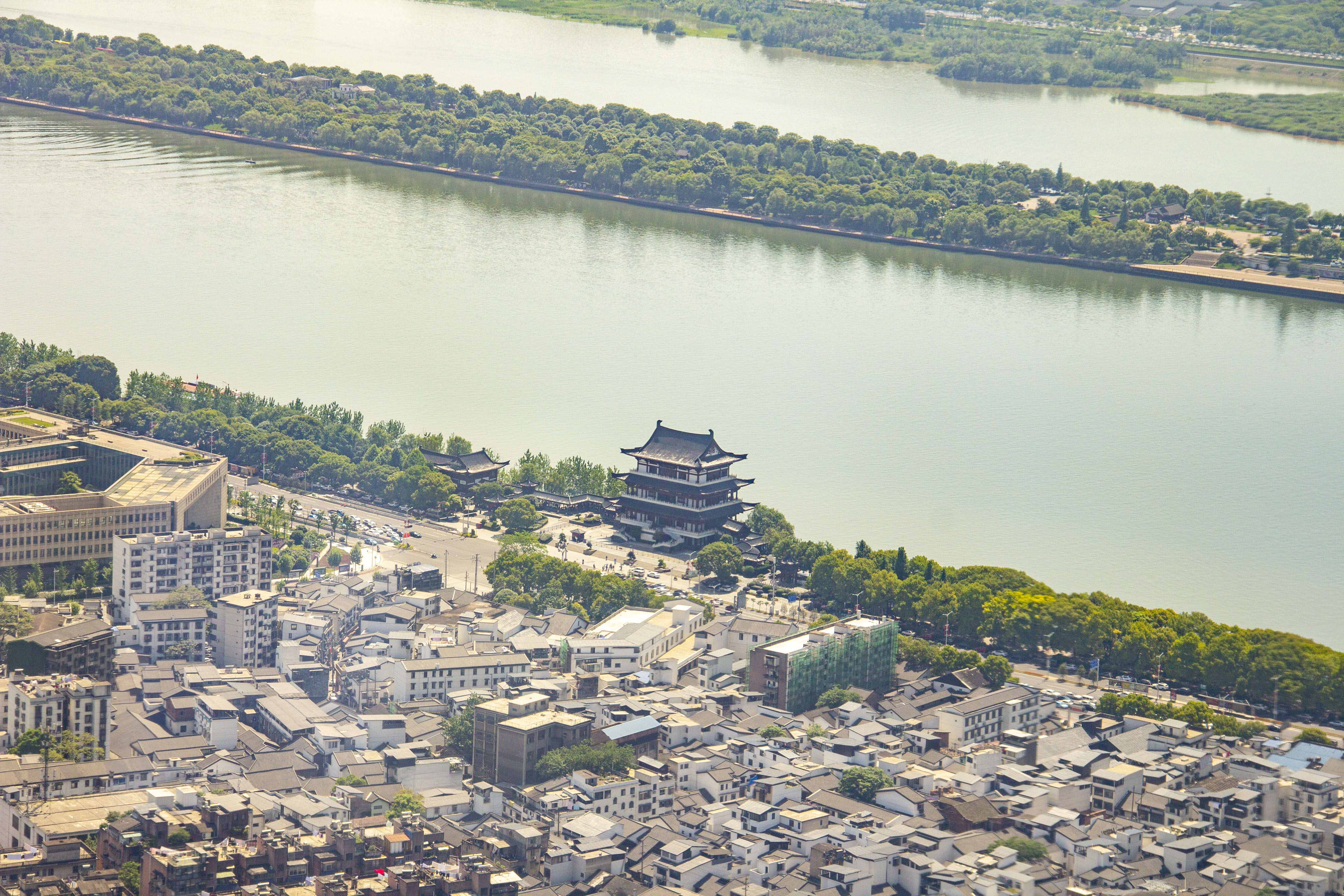
俯视杜甫江阁

杜甫江阁位于湖南长沙河东城区西湖桥，地处湘江路中段和西湖路交界处，临湘江，属于园林仿古建筑，为湘江风光带的一部分，与橘子洲、岳麓山隔江相望，距天心阁不足一千米。2005年10月正式对公众开放。江阁园林区占地6000多平方米，建筑面积3800多平方米，主阁共分四层，高18米。
江阁为仿唐建筑，为纪念唐朝诗人杜甫所建。主阁为东西向，背依湘江，面向城东主城区。为朱红色柱，仿古格栅窗，白色墙。建筑分为主阁、游廊、碑亭和茶室四部分。主阁外廊台阶栏杆为云纹石柱、石面板栏杆。主阁和游廊的门窗、椽条、斗拱、天棚等为仿古构件，材料为杉木和樟木等；梁、枋等为表面刷制仿古式油漆，屋面为青黑色琉璃瓦。主楼檐口下立横匾，上书“杜甫江阁”四个大字。 
主阁内有杜甫纪念大厅，纪念大厅正中立杜甫塑像，外墙2．1米高开窗，实墙上用绘画介绍诗人生平，大厅两侧布置有张大千、林散之等书画家的作品。

## 杜甫与潭州
唐代诗人杜甫于大历三年（768年）秋，从蜀地前往潭州投奔好友——即将调任的潭州（长沙）任刺史的好友韦之晋；不料等杜甫赶到潭州时，韦之晋已去世，贫病的杜甫在长沙度过了人生最后两个年头。杜甫初至潭州之时，寄居舟中，船常停在南湖港；后来，杜甫在小西门外的湘江边租佃了一间简易楼房，因房临湘江而建，杜甫将其取名为“江阁”。杜甫在长沙居住2年时间作诗100余首，诗中曾多次对“江阁”有过描绘。

## 建阁背景
清代康熙年间曾有人提议修建江阁和诗碑等，之后相继不断有人倡议，2002年长沙市政府决定正式修建。2003年11月和2004年2月，市建设局牵头分别组织由文化、建筑专家召开评审会，并决定江阁为纪念性建筑，仿唐风格，建筑高度在18米左右。之后正式投入建设，2005年9月19日整个建筑全面建成并通过专家验收，随后向市民进行试开放。

## 火災
2023年5月11日晚，杜甫江阁发生火灾。